# Batrachorhina biapicata
Batrachorhina biapicata là một loài bọ cánh cứng trong họ Cerambycidae.